# Gmina Žužemberk
Žužemberk – gmina w południowej Słowenii. W 2002 roku liczyła 4000 mieszkańców.

## Miejscowości
Miejscowości wchodzące w skład gminy Žužemberk:

- Boršt pri Dvoru
- Brezova Reber pri Dvoru
- Budganja vas
- Dešeča vas
- Dolnji Ajdovec
- Dolnji Kot
- Dolnji Križ
- Drašča vas
- Dvor
- Gornji Ajdovec
- Gornji Kot
- Gornji Križ
- Gradenc
- Hinje
- Hrib pri Hinjah
- Jama pri Dvoru
- Klečet
- Klopce
- Lašče
- Lazina
- Lopata
- Mačkovec pri Dvoru
- Mali Lipovec
- Malo Lipje
- Pleš
- Plešivica
- Podgozd
- Podlipa
- Poljane pri Žužemberku
- Prapreče
- Prevole
- Ratje
- Reber
- Sadinja vas pri Dvoru
- Sela pri Ajdovcu
- Sela pri Hinjah
- Srednji Lipovec
- Stavča vas
- Šmihel pri Žužemberku
- Trebča vas
- Veliki Lipovec
- Veliko Lipje
- Vinkov Vrh
- Visejec
- Vrh pri Hinjah
- Vrh pri Križu
- Vrhovo pri Žužemberku
- Zafara
- Zalisec
- Žužemberk – siedziba gminy
- Žvirče